# Culicoides claggi
Culicoides claggi är en tvåvingeart som beskrevs av Tokunaga 1959. Culicoides claggi ingår i släktet Culicoides och familjen svidknott. Inga underarter finns listade i Catalogue of Life.